# Schoology

Schoologyは、利用者が学術コンテンツを作成、管理、共有できるようにする、幼稚園から高等教育機関向けのソーシャルネットワーキングサービスおよび仮想学習環境である。 学習管理システム （LMS）またはコース管理システム （CMS）とも呼ばれるクラウドベースのプラットフォームであり、オンライン教室の管理に必要なツールを提供している。機能として、宿題や用件の連絡、タスク管理等がある。 

## 機能
機能として、出席記録、オンラインの成績表、テストとクイズ、宿題のドロップボックスが含まれている。 ソーシャルメディア機能としては、クラス、グループ、または学校間のコラボレーションを促進がある。  このシステムは、既存の学校の報告および情報システムと統合でき、学区が必要とするセキュリティ、フィルター、およびサポートも提供している。  
製品は基本的に、個人、学校、地区に無料で提供されている。 収益は、カスタマイズされたブランディング、サポートパッケージ、ストレージの増加、シングルサインオン、既存の学生情報システム （SIS）とのデータ統合などのプレミアムアドオンから得られている。 
Schoologyは、 McGraw-Hill Educationやナショナルジオグラフィック協会のセンゲージラーニングなどの他の学習サービスと提携している。 

## 沿革
Schoologyはセントルイス・ワシントン大学の学部生であったJeremey Friedman、Ryan Hwang、Tim Trinidadによって設計された。 もともとメモを共有するために設計されたSchoologyは、2009年8月に商用リリースされた。 
Schoologyは、2009年の無名の投資家によるエンジェル投資に続き、2010年6月にMeakem Becker Venture Capitalから125万ドルのベンチャーキャピタル資金調達の最初の機関ラウンドを確保した。  2010年10月には、2,400を超える学校にサービスを提供提供した。そして、教師がコース教材をサポートし、保護者により多くのアクセスを提供するために使用できるインタラクティブコンテンツを構築する計画を立てた。  機能強化には、テキストメッセージ通知、iOSおよびAndroid向けモバイルアプリ、Googleドライブおよびその他のサービスとの統合、共有リソースライブラリ、テストおよびクイズ用の質問インポート機能が含まている。 2019年10月現在、60,000以上の学校で使用されている。 